# Kabupaten Rejang Lebong
Kabupaten Rejang Lebong (indonesiska: Kabupaten Rejanglebong) är ett kabupaten i Indonesien.   Det ligger i provinsen Bengkulu, i den västra delen av landet, 600 km nordväst om huvudstaden Jakarta. Antalet invånare är 260 571.